# جریکو، شهرستان واکیشا، ویسکانسین
جریکو (به انگلیسی: Jericho) یک منطقهٔ مسکونی در ایالات متحده آمریکا است که در شهرستان واکیشا، ویسکانسین واقع شده‌است. جریکو ۲۷۴٫۰۲ متر بالاتر از سطح دریا واقع شده‌است.